# Eduard Kley

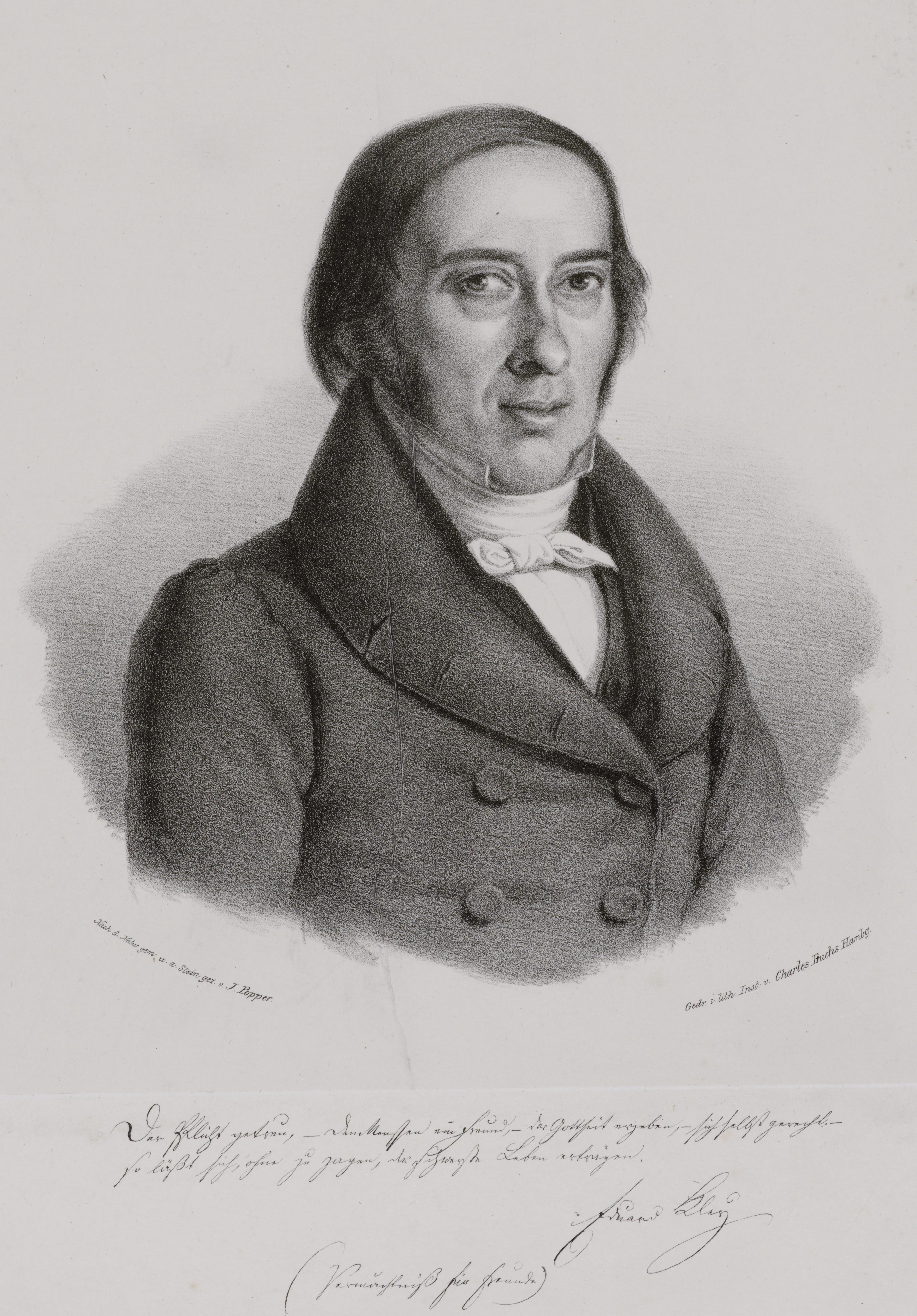
Lithographie von Isidor Popper

Eduard Israel Kley (geboren am 10. Juni 1789 in Bierutów (deutsch Bernstadt); gestorben am 4. Oktober 1867 in Hamburg) war ein deutscher Prediger und Pädagoge. Er ist einer der frühen Pioniere des Reformjudentums.

## Leben

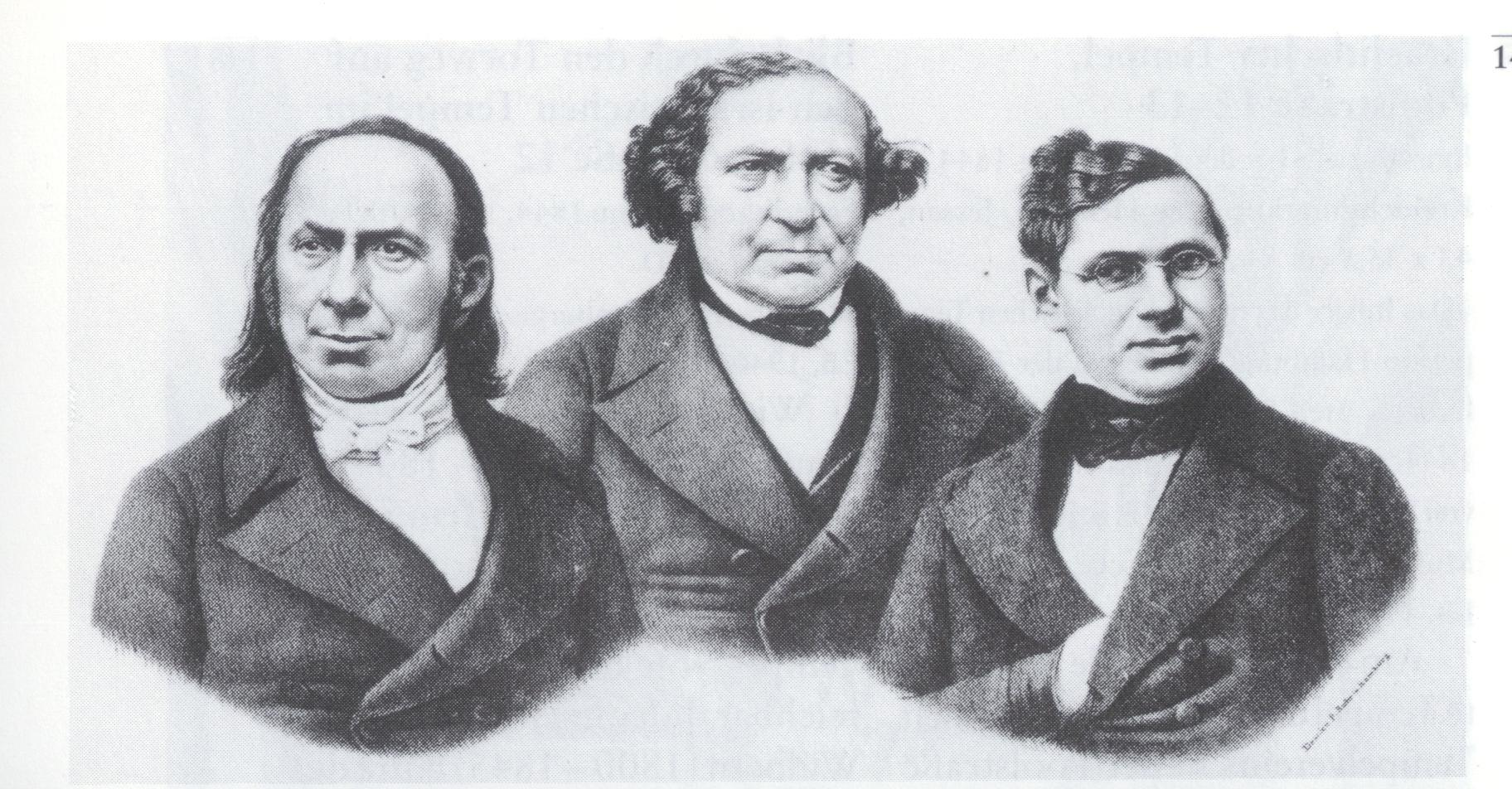
Kley (links) mit den Hamburger Predigern Salomon und Frankfurter.

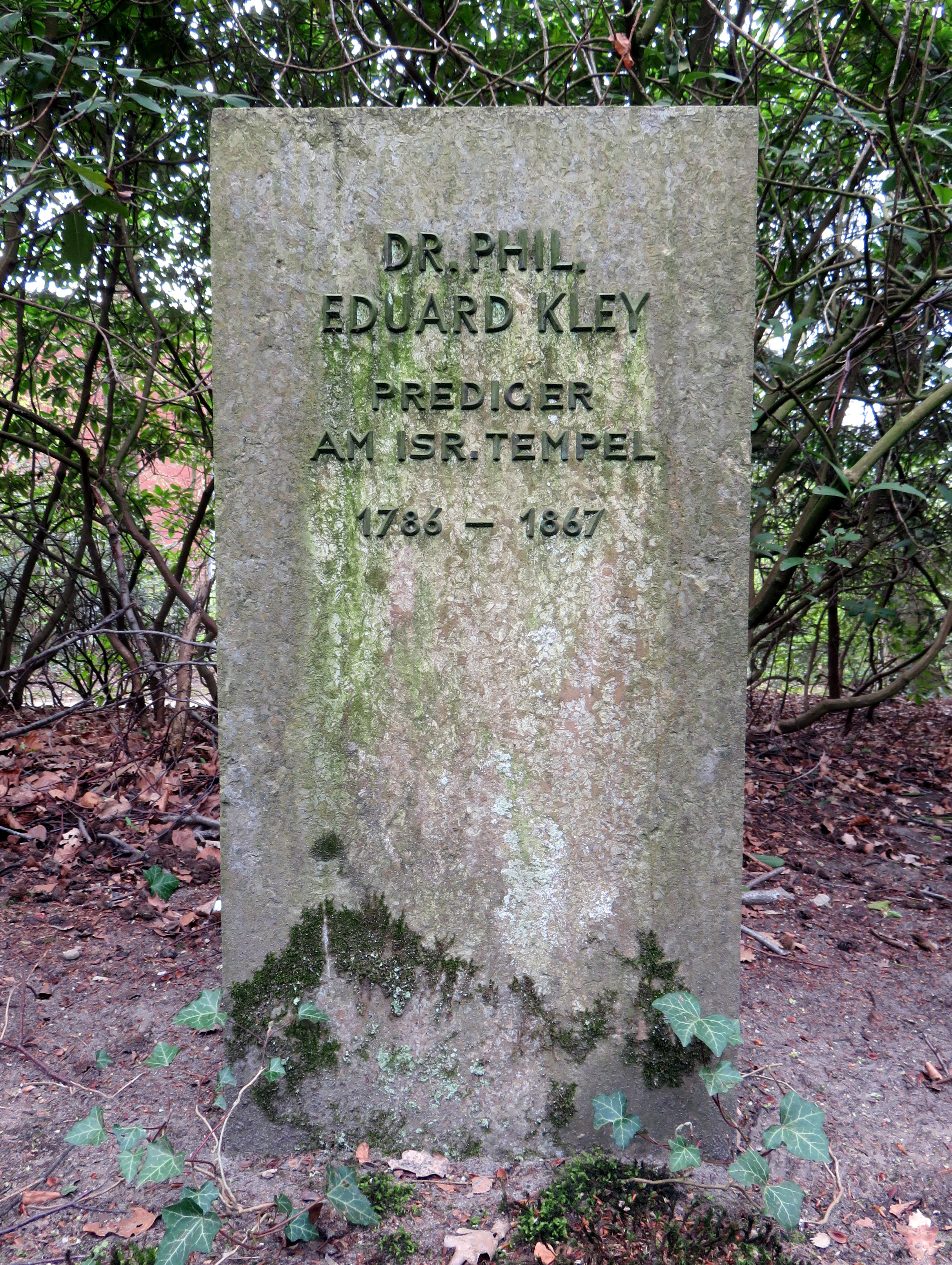
Gedenkstein Dr. phil. Eduard Kley, Prediger am isr. Tempel,
Jüdischer Friedhof Ilandkoppel

Kley begann als Prediger am privaten Reformtempel Israel Jacobsons. Ab 1817 leitete er die neu gegründete Israelitische Freischule in Hamburg, in der er Reformen durchführte. Beispielsweise wurde das Bar-Mitzwa-Fest durch eine Art jüdischer Konfirmation für Jungen und Mädchen ersetzt. Auch Kleys sonntäglichen Andachten führten 1817 mit dazu, dass der Neue Israelitische Tempelverein gegründet wurde. 1818 wurde er der erste Prediger der Tempelgottesdienste im Alten Steinweg/Brunnenstraße. Richtungsweisend wurden seine Entwürfe für ein liberales Reformgebetbuch, das Anstoß beim herkömmlichen traditionellen Judentum erregte.
Das Predigeramt übte er zusammen mit Gotthold Salomon bis 1840 aus. Die Reformen des Gottesdienstes und das neue Gebetbuch wurden als aufsehenerregender Bruch mit der Tradition empfunden. Sein Nachfolger am Hamburger Tempel wurde Naftali Frankfurter. 1848 trat Kley als Schulleiter der Freischule zurück, unterrichtete aber noch bis 1856.
In der Ehrenanlage im Bereich „Grindelfriedhof“ auf dem Jüdischen Friedhof Ohlsdorf (Ilandkoppel) wird mit einem Gedenkstein an Eduard Kley erinnert.

## Werke (Auswahl)
- mit Karl Siegfried Günsburg: Die deutsche Synagoge, oder Ordnung des Gottesdienstes für die Sabbath- und Festtage des ganzen Jahres zum Gebrauche der Gemeinden, die sich der Gemeinden die sich der deutschen Gebete bedienen, zwei Teile Berlin, 1817–18.
- Die Feste des Herrn: Israelitische Predigten für alle Festtage des Jahres. ISRAELITISCHE PREDIGTEN FÜR ALLE FESTTAGE DES JAHRES; GEHALTEN IN DEM NEUEN TEMPEL ZU HAMBURG. Maurer, Berlin 1824.
- mit Gotthold Salomon: Sammlung der neuesten Predigten. Gehalten in dem Neuen Israelitischen Tempel zu Hamburg. J. Ahrons, Hamburg 1826.